# Велодром Нео Фалиро
Велодром Нео Фалиро је био велодром и спортска арена у Пиреју, коришћен за такмичења у бициклизму на Летњим Олимпијским играма 1896. Касније је претворен у стари стадион Караискакис, а потом 2004. и реновиран у садашњи стадион Караискакис.